# Ґонсалу Боржеш
Ґонсалу Боржеш (порт. Gonçalo Borges, нар. 29 березня 2001, Лісабон) — португальський футболіст, нападник клубу «Порту».
Виступав, зокрема, за клуб «Порту Б», а також молодіжну збірну Португалії.
Чемпіон Португалії. Володар Кубка Португалії.

## Клубна кар'єра
Народився 29 березня 2001 року в місті Лісабон. Вихованець юнацьких команд футбольних клубів «Бенфіка» та «Порту».
У дорослому футболі дебютував 2019 року виступами за команду «Порту Б», в якій провів чотири сезони, взявши участь у 65 матчах чемпіонату. 
За головну команду «Порту» розпочав виступи у 2021 році. Станом на 1 лютого 2023 року відіграв за клуб з Порту 7 матчів в національному чемпіонаті.

## Виступи за збірні
У 2016 році дебютував у складі юнацької збірної Португалії (U-16), загалом на юнацькому рівні взяв участь у 9 іграх.
Протягом 2021–2022 років залучався до складу молодіжної збірної Португалії. На молодіжному рівні зіграв у 2 офіційних матчах.

## Титули і досягнення
- Чемпіон Португалії (1):

«Порту»: 2021-2022
- Володар Кубка Португалії (2):

«Порту»: 2022-2023, 2023-2024
- Володар Кубка португальської ліги (1):

«Порту»: 2022-2023
- Володар Суперкубка Португалії (2):

«Порту»: 2022, 2024